# Copenhagen (New York)
Copenhagen è un villaggio degli Stati Uniti d'America, situato nello stato di New York, nella contea di Lewis.